# الکساندر بادانوویچ
الکساندر بادانوویچ (بلاروسی: Аляксандр Віктаравіч Багдановіч؛ زادهٔ ۲۹ آوریل ۱۹۸۲) قایقران کانو اهل بلاروس است.
وی در مسابقات کشوری و بین‌المللی در مجموع برندهٔ ۳ مدال طلا، ۵ مدال نقره، ۴ مدال برنز شده‌است.